# La redada de Postville
La redada de Postville fue una redada en una planta empacadora de productos cárnicos en Postville, Iowa. El 12 de mayo de 2008 se produjo una redada del departamento de Inmigración y Control de Aduanas (o ICE, por sus siglas en inglés), una división del Ministerio del Interior (Department of Homeland Security), conjuntamente con otras agencias, la cual se llevó a cabo en Agriprocessors Inc., la fábrica destasadora y empacadora de carne kosher más grande de Estados Unidos. Fue la redada más grande realizada en un lugar de trabajo en la historia de EE. UU. hasta esa fecha y resultó en casi 400 arrestos por el uso de números de la seguridad social robados y otras ofensas similares.  Luego se produjo otra en Laurel, Mississippi que resultó en un mayor número de arrestos pero no se le comparó en el grado de brutalidad empleado, ni se utilizó como amenaza la acusación de "robo de identidad agravado". 

## La redada
Agentes federales del ICE, del Departamento de Trabajo y del Departamento de Justicia, tomaron la planta empacadora de carne en la madrugada del 12 de mayo del 2008, arrestando a 389 individuos.Uso incorrecto de la plantilla enlace roto (enlace roto disponible en Internet Archive; véase el historial, la primera versión y la última). De acuerdo con la oficina del Fiscal de Distrito para el Distrito del Norte de Iowa, entre los arrestados "se incluyen 290 guatemaltecos, 93 mexicanos, 2 israelíes y 4 ucranianos".
Los arrestados fueron llevados a un campo cercano, al Congreso Ganadero Nacional (National Cattle Congress  (NCC)) en Waterloo, Iowa, donde los trabajadores fueron encerrados y se les informó de sus derechos y opciones. Se programaron audiencias en el transcurso de los siguientes tres días, durante las cuales fueron sometidos a un proceso acelerado (”fast track”) de cuestionable legalidad. A cada acusado se le ofreció un convenio declaratorio ("plea agreement") a cambio de una declaración de culpabilidad, 297 de los acusados aceptaron el convenio y se declararon culpables.
La mayoría de los arrestados eran indígenas mayas de Guatemala. La mayor redada en un lugar de trabajo previa a la de Postville ocurrió en New Bedford, Massachusetts el 6 de marzo de 2007, y también había estado dirigida a indígenas mayas guatemaltecos.
 Algunos críticos señalaron que durante la década de los 80 los mayas en Guatemala fueron víctimas de genocidio, y sin embargo menos del 0.5 % de las peticiones de asilo guatemaltecas fueron concedidas por el Gobierno de los Estados Unidos como resultado de esos acontecimientos.

## Consecuencias
La redada tuvo un impacto significativo en la comunidad de Postville. El pueblo, con una población censada de tan solo 2273, perdió repentinamente un alto porcentaje de su población debido a los arrestos. Estudiantes del Distrito Escolar de Postville no acudieron a clases en los días posteriores a la redada, incluyendo a casi un tercio de los estudiantes de primaria y de los primeros años de la secundaria.
El 3 de julio de 2008, Juan Carlos Guerrero-Espinoza, de 35 años, y Martin De La Rosa-Loera, de 43, fueron arrestados en la planta de Agriprocessors Inc. Se les inició un proceso bajo cargos de ayuda y asistencia ilegal para la posesión y uso fraudulento de documentos de identidad, alentando a los extranjeros a residir de forma ilegal en los Estados Unidos. Guerrero-Espinoza fue también acusado de ayuda y asistencia ilegal agravada con el fin de robo de identidad. Los cargos fueron remitidos a la Corte de Distrito de Cedar Rapids.
En agosto del 2008, Guerrero-Espinoza llegó a un acuerdo con los fiscales federales el cual lo enfrenta a hasta 10 años de prisión y el pago de una multa de USD$ 500 000 por "conspiración para contratar, para ayudar y asistir ilegalmente a la contratación de inmigrantes ilegales". Un magistrado federal indicó que Guerrero-Espinoza cumpliría probablemente una condena de cuatro a cinco años de prisión y podría ser deportado tras el cumplimiento de la condena.

## Reacciones
Los agentes federales recibieron críticas por la redada, principalmente por la preocupación sobre el hecho de que los procedimientos criminales subsiguientes de los trabajadores detenidos violaron sus derechos al debido proceso. La ACLU también ha criticado la serie de tres días de audiencias en la corte que siguieron a la redada, y publicó una copia de los "lineamientos" que se dio a los abogados y que debían ser empleados en la discusión de los posibles acuerdos con sus clientes. The raid also took place while proceedings were pending against the plant on behalf of the workers in Federal Court.
Funcionarios de la oficina del Fiscal de Distrito de los Estados Unidos, Matt Dummermuth, cuyo equipo ayudó en la preparación de los documentos usados en las audiencias, han defendido los procedimientos legales. Bob Teig, portavoz de la oficina del Sr. Dummermuth, señaló que los lineamientos fueron empleados únicamente para asegurarse de que los individuos acusados de los crímenes "...estuvieran completamente al tanto de sus derechos y entendieran completamente las consecuencias de sus decisiones de declararse culpables"." Marcy Foreman, quien dirige la división de Investigaciones del ICE defendió el trato dado a los inmigrantes arrestados en la redada, confirmando que los arrestados fueron provistos de "...comida, bebida, leche, televisión - no se trataba de un campo de concentración".
Algunos legisladores, como fue el caso del Representante Luis Gutiérrez de Illinois, quien criticó a la  Administración Bush por haber empleado la redada como una herramienta política durante un año electoral.[cita requerida] Se llevaron a cabo audiencias en el Congreso frente al subcomité del House Judiciary Committee, las cuales en sus reacciones a los acontecimientos se dividieron en su mayoría de acuerdo a la pertenencia a cada uno de los partidos.